# Château de Vioreau
Le château de Vioreau est un ancien château situé dans l'actuelle commune de Joué-sur-Erdre.

## Histoire
Le château appartenait à Jean de Laval-Châteaubriant, mari de Françoise de Foix, l'une des favorites de François Ier. Françoise de Foix s'y était isolée entre 1515 et 1525 et le roi François Ier y résidait parfois.
Jean-Baptiste Ogée le décrit dans son Dictionnaire historique et géographique de la province de la Bretagne. Le château se trouvait à l'entrée de la forêt de Vioreau, près d'un petit ruisseau (depuis disparu du fait de la création du grand réservoir de Vioreau), il n'en reste que peu de vestiges. Il raconte qu'en 1774, une douzaine d'habitants des alentours, qui croyaient que la plaine environnant le château renfermait un trésor, entreprirent de faire des recherches avant d'en être empêchés par deux cavaliers de maréchaussée envoyés depuis Chateaubriant.

## Vestiges
Il ne reste du château que quelques éléments, notamment l'ancienne chapelle castrale datant des XIIIe et XVe siècles, une portion des douves et le soubassement du pont-levis du XIIIe siècle. À l'est du pont de l'étang de Vioreau se trouvent quelques vestiges du mur d'enceinte.
Une cave creusée dans la roche est également signalée. Il s'agirait d'un puits d'extraction de minerai de fer.

## Sources